# Solenopsis picquarti
Solenopsis picquarti es una especie de hormiga del género Solenopsis, subfamilia Myrmicinae.